# Emmanuel Courcol
Emmanuel Courcol (Angers, 25 de desembre de 1957), és un actor de teatre i cinema, guionista i director francès.

## Biografia i carrera
Nascut i criat a Angers, després d'acabar els estudis secundaris a l'institut David d'Angers, les seves inquietuds semblen portar-lo cap als estudis de dret, però la seva actuació en alguna obra del Conservatori d'Angers el farà entrar a la prestigiosa ENSATT (École Nationale des Arts et Techniques du Théâtre).
A partir del 1981 començà a actuar en obres de teatre, especialment clàssics d'autors com Molière, Shakespeare o Victor Hugo, i amb directors de prestigi com ara Roger Planchon o Robert Hossein.
A principis dels anys 1990 s'inicià en l'actuació al cinema, particpant en pel·lícules de directors com Pascal Thomas, Francis Veber i Pascal Elbé.
A començaments dels anys 2000, Courcol amplià la seva feina actuant també a televisió i, sobretot, començant a fer de guionista. Aquest inici en l'escriptura es donà a partir de la seva trobada amb el cineasta Philippe Lioret, amb qui colaborarà com a guionista en unes quantes pel·lícules: Mademoiselle, L'Équipier, Welcome i Toutes nos envies. També fa de guionista per altres directors com François Favrat o Édouard Bergeon.
Al 2012 va dirigir el seu primer curtmetratge, titulat Géraldine je t'aime, amb guio original també seu. L'any 2015 es va estrenar com a director de llargmetratges, amb el rodatge de Cessez-le-feu, crónica de la tornada a casa d'un veterà de la Primera Guerra Mundial, protagonitzada per Romain Duris. Aquesta pel·lícula va tenir l'estrena a l'agost de 2016 al Festival Internacional de Cinema de Locarno.
Mentre continuà actuant i escrivint per altres directors, al 2020 va escriure i dirigir El triomf, amb producció de Robert Guédiguian i protagonitzada per Kad Merad en el paper d'un actor que dirigeix un taller de teatre a un centre penitenciari, i que vol representar Tot esperant Godot amb els pressos. Aquesta comèdia es va presentar al Festival de Canes de 2020 i a la Setmana Internacional de Cinema de Valladolid del mateix any, a més de guanyar el premi a la millor comèdia europea als 33ns Premis del Cinema Europeu.
Al 2022 Courcol va dirigir Boxer les mots, llargmetratge documental que tornava sobre el tema de El triomf i parlava de la preparació d'una representació teatral dins d'un centre penitenciari.
Al 2024 va dirigir En fanfare, comèdia sobre dos germans músics que va obtenir bones crítiques i taquilles a França, i va assolir 7 nominacions als Premis César.

## Treball en teatre
* Font: Pàgina de l'activitat teatral de Courcol. 
| Any  | Obra                                                     | Autor                 | Direcció          |
| ---- | -------------------------------------------------------- | --------------------- | ----------------- |
| 1981 | Murder in the Cathedral (Assassinat a la catedral)       | T. S. Eliot           | Jean Guichard     |
| 1984 | Der Rosenkavalier (El cavaller de la rosa)               | Hugo von Hofmannsthal | Jean-Louis Thamin |
| 1986 | L'Avare (L'avar)                                         | Molière               | Roger Planchon    |
| 1988 | The Glass Menagerie (Figuretes de vidre)                 | Tennessee Williams    | Alain Terrat      |
| 1990 | The Tragedy of Macbeth (Macbeth)                         | William Shakespeare   | Régis Santon      |
| 1992 | Le Chant des signes                                      | Joël Dragutin         | Joël Dragutin     |
| 1994 | Lucrèce Borgia (Lucrècia Borja)                          | Victor Hugo           | Vincent Garanger  |
| 1994 | Les affaires sont les affaires (Els negocis són negocis) | Octave Mirbeau        | Régis Santon      |
| 1997 | Objets d'amour                                           | Claire Simon          | Claire Simon      |
| 1998 | Le jour et la nuit                                       | Pierre Bourdieu       | Didier Bezace     |
| 1998 | Une envie de tuer sur le bout de la langue               | Xavier Durringer      | David Géry        |
| 1999 | De Gaulle, celui qui a dit non                           | Alain Decaux          | Robert Hossein    |
| 2001 | Love Letters                                             | A. R. Gurney          | Bernard Jourdain  |
| 2006 | L'Illusion comique (La il·lusió còmica)                  | Pierre Corneille      | Marlon Bierry     |
| 2013 | Faisons un rêve                                          | Sacha Guitry          | Arnaud Décarsin   |

## Treball en cinema i televisió
* Font: Pàgina del cineasta a IMDb 
| Any  | Títol original                                   | Títol en català | Acreditat com... | Acreditat com... | Acreditat com... | Annotacions              |
| Any  | Títol original                                   | Títol en català | Actor            | Guionista        | Director         | Annotacions              |
| ---- | ------------------------------------------------ | --------------- | ---------------- | ---------------- | ---------------- | ------------------------ |
| 1991 | La pagaille                                      | -               | Sí               | No               | No               |                          |
| 1993 | L'écrivain public                                | -               | Sí               | No               | No               |                          |
| 1996 | Le Jaguar                                        | El jaguar       | Sí               | No               | No               |                          |
| 1997 | L'histoire du samedi                             | -               | Sí               | No               | No               | Sèrie de tv. 1 episodi.  |
| 1998 | Zonzon                                           | -               | Sí               | No               | No               |                          |
| 1999 | 1999 Madeleine                                   | -               | Sí               | No               | No               |                          |
| 2001 | Mademoiselle                                     | -               | Sí               | Sí               | No               |                          |
| 2001 | Le juge est une femme                            | -               | Sí               | No               | No               | Sèrie de tv. 1 episodi.  |
| 2003 | Le Pharmacien de garde                           | -               | Sí               | No               | No               |                          |
| 2003 | Avocats & associés                               | -               | Sí               | No               | No               | Sèrie de tv. 1 episodi.  |
| 2004 | L'équipier                                       | -               | Sí               | Sí               | No               |                          |
| 2004 | À cran, deux ans après                           | -               | Sí               | No               | No               | Telefilm.                |
| 2004 | Sauveur Giordano                                 | -               | Sí               | No               | No               | Sèrie de tv. 1 episodi.  |
| 2006 | Je vais bien, ne t'en fais pas                   | -               | Sí               | No               | No               |                          |
| 2007 | Joséphine, ange gardien                          | -               | Sí               | No               | No               | Sèrie de tv. 2 episodis. |
| 2009 | Welcome                                          | Welcome         | Sí               | Sí               | No               |                          |
| 2010 | Tête de turc                                     | -               | Sí               | No               | No               |                          |
| 2011 | Toutes nos envies                                | -               | Sí               | Sí               | No               |                          |
| 2012 | Ainsi soient-ils                                 | -               | Sí               | No               | No               | Sèrie de tv. 2 episodis. |
| 2013 | Géraldine je t'aime                              | -               | No               | Sí               | Sí               | Curtmetratge.            |
| 2015 | Boomerang                                        | -               | No               | Sí               | No               |                          |
| 2015 | Tête baissée                                     | -               | No               | Sí               | No               |                          |
| 2016 | Cessez-le-feu                                    | -               | No               | Sí               | Sí               |                          |
| 2019 | Au nom de la terre                               | -               | Sí               | Sí               | No               |                          |
| 2019 | Je voudrais que quelqu'un m'attende quelque part | -               | No               | Sí               | No               |                          |
| 2020 | Un triomphe                                      | El triomf       | No               | Sí               | Sí               |                          |
| 2022 | Boxer les mots                                   | -               | No               | Sí               | Sí               | Documental.              |
| 2024 | La promesse verte                                | -               | Sí               | Sí               | No               |                          |
| 2024 | En fanfare                                       | -               | No               | Sí               | Sí               |                          |

## Premis i nominacions
* Font: Pàgina del cineasta a IMDb. 
| Any  | Premi                                             | Categoría                            | Treball nominat | Resultat  |
| ---- | ------------------------------------------------- | ------------------------------------ | --------------- | --------- |
| 2009 | Festival de Cinema de Gijón                       | Premi Daniel Taradash al Millor Guió | Welcome         | Guanyador |
| 2010 | Premis César                                      | Millor guio original                 | Welcome         | Nominat   |
| 2010 | Premis Lumières                                   | Millor guio                          | Welcome         | Nominat   |
| 2016 | Festival Internacional de Cinema de Locarno       | Variety Piazza Grande Award          | Cessez-le-feu   | Nominat   |
| 2020 | Premis del Cinema Europeu                         | Millor comèdia europea               | El triomf       | Guanyador |
| 2021 | Art Film Festival                                 | Audience Award                       | El triomf       | Guanyador |
| 2024 | Festival Internacional de Cinema de Sant Sebastià | Premi del Públic                     | En fanfare      | Guanyador |
| 2025 | Premis César                                      | Millor pel·lícula                    | En fanfare      | Nominat   |
| 2025 | Premis César                                      | Millor guió original                 | En fanfare      | Nominat   |